# 青野菜月
青野 菜月（あおの なつき、2月2日 - ）は、東京都出身の元女性声優。血液型はO型。2018年12月末までケッケコーポレーションに所属していた。

## 人物
- 趣味は作詞、作曲・龍笛・ラテアート[2]。
- 特技はお菓子作り・イルカの鳴き声[2]。
- 好きな動物はイルカとクジラ[1]。
- 嫌いな食べ物は人参[1]。
- 自身のTwitter[4]では、基本的に世界のメタルバンドのリツイートが大多数を占める程のメタル好き[1]。
- ハニプラTV[1]ではメタルのジャンルでも特にメロディックデスメタルが好きと公言している。
- チョクメ！[5]では、北欧メタルそしてフィンランドが好きと紹介動画で公開している。

## 後任
青野の引退に伴い、持ち役の引き継ぎを予定している声優は以下の通り。
| 後任     | 役名   | 作品              | 後任の初出演       |
| -------- | ------ | ----------------- | ------------------ |
| 山下七海 | 橘彩芽 | 『8 beat Story♪』 | 2018年12月28日以降 |

## 出演
太字はメインキャラクター。

### テレビアニメ
2017年
- 風夏（女性客）

2018年
- 新幹線変形ロボ シンカリオン（女生徒B）
- ミイラの飼い方（ユメちゃん）
- カードキャプターさくら クリアカード編（生徒）
- グラゼニ（うぐいす嬢、女子高生）
- 銀河英雄伝説 Die Neue These 邂逅（女性徒）
- 僕のヒーローアカデミア（女性職員）
- 若おかみは小学生!（TVレポーター、マスコミの皆さん）
- ヤマノススメ サードシーズン（クラスメイトA）

### 劇場アニメ
- 映画かいけつゾロリ ZZのひみつ（2017年）

### OVA
- くまみこ（2016年）

### ゲーム
2016年
- 8 beat Story♪（2016年 - 2018年、橘彩芽〈初代〉）
- 車なご（スバル360）
- 城とドラゴン

2017年
- サウザンドメモリーズ（聖壁の晶神子クララ）

2018年
- エフェメラル -FANTASY ON DARK-（オリヴィア）

2019年
- ポケモンマスターズ / EX（2019年 - 2024年、モミ）

### ドラマCD
- 孤独な鷹は人恋しくて（2015年）
- 8 beat story♪ドラマCDvol.1「出会いと始まりの物語」（2017年、橘彩芽）

### ラジオ
※はインターネット配信。
- 青野菜月と和田京子のらじぽっ!（2015年、超!A&G+※）[12]

## ディスコグラフィ

### キャラクターソング
| 発売日   | 商品名           | 歌 | 楽曲                                  | 備考                          |
| 2016年   | 2016年           | 2016年 | 2016年                                | 2016年                        |
| -------- | ---------------- | --- | ------------------------------------- | ----------------------------- |
| 6月8日   | ファンタジア     | 8/pLanet! | 「ファンタジア」                      | ゲーム『8 beat Story♪』主題歌 |
| 10月19日 | Halloween☆Night  | 8/pLanet! | 「Halloween☆Night」                   | ゲーム『8 beat Story♪』関連曲 |
| 11月23日 | BLUE MOON        | 8/pLanet! | 「BLUE MOON」                         | ゲーム『8 beat Story♪』関連曲 |
| 11月23日 | BLUE MOON        | 桜木ひなた（社本悠）、水瀬鈴音（吉井彩実）、神楽月（吉岡美咲）、橘彩芽（青野菜月）、姫咲杏梨（金魚わかな）         | 「カナエルミライ」                    | ゲーム『8 beat Story♪』関連曲 |
| 11月23日 | BLUE MOON        | 桜木ひなた（社本悠）、神楽月（吉岡美咲）、橘彩芽（青野菜月）、姫咲杏梨（金魚わかな）、星宮ゆきな（和氣あず未）     | 「先手必勝スマイル」                  | ゲーム『8 beat Story♪』関連曲 |
| 12月14日 | ハピ♡メリ        | 8/pLanet! | 「ハピ♡メリ」                         | ゲーム『8 beat Story♪』関連曲 |
| 12月14日 | ハピ♡メリ        | 水瀬鈴音（吉井彩実）、神楽月（吉岡美咲）、橘彩芽（青野菜月）                                                       | 「Distance」                          | ゲーム『8 beat Story♪』関連曲 |
| 2017年   |                  | |                                       |                               |
| 4月12日  | DREAMER          | 8/pLanet! | 「DREAMER」                           | ゲーム『8 beat Story♪』関連曲 |
| 4月12日  | DREAMER          | 水瀬鈴音（吉井彩実）、橘彩芽（青野菜月）、源氏ほたる（吉村那奈美）、メイ（澤田美晴）                               | 「オーバードライブ」                  | ゲーム『8 beat Story♪』関連曲 |
| 4月12日  | DREAMER          | 桜木ひなた（社本悠）、橘彩芽（青野菜月）、星宮ゆきな（和氣あず未）                                                 | 「それゆけ!!乙女のミッション!」       | ゲーム『8 beat Story♪』関連曲 |
| 8月30日  | Rooting For You  | 8/pLanet! | 「Rooting For You」 「Lovely Summer」 | ゲーム『8 beat Story♪』関連曲 |
| 8月30日  | Rooting For You  | 神楽月（吉岡美咲）、橘彩芽（青野菜月）、姫咲杏梨（金魚わかな）                                                     | 「Tiny little letter」                | ゲーム『8 beat Story♪』関連曲 |
| 11月15日 | 8                | 8/pLanet! | 「ファンタジア」                      | ゲーム『8 beat Story♪』主題歌 |
| 11月15日 | 8                | 8/pLanet! | 「BLUE MOON」 「Days」                | ゲーム『8 beat Story♪』関連曲 |
| 11月15日 | 8                | 神楽月（吉岡美咲）、橘彩芽（青野菜月）、姫咲杏梨（金魚わかな）                                                     | 「Tiny little letter」                | ゲーム『8 beat Story♪』関連曲 |
| 11月15日 | 8                | 桜木ひなた（社本悠）、神楽月（吉岡美咲）、橘彩芽（青野菜月）、メイ（澤田美晴）                                     | 「Error」                             | ゲーム『8 beat Story♪』関連曲 |
| 11月15日 | 8                | 橘彩芽（青野菜月）、姫咲杏梨（金魚わかな）、源氏ほたる（吉村那奈美）、メイ（澤田美晴）                             | 「Count It Down」                     | ゲーム『8 beat Story♪』関連曲 |
| 11月15日 | 8                | 橘彩芽（青野菜月）、姫咲杏梨（金魚わかな）                                                                         | 「Still...」                          | ゲーム『8 beat Story♪』関連曲 |
| 2018年   |                  | |                                       |                               |
| 8月8日   | Toybox〜Smile〜  | 8/pLanet! | 「SUMMER BEAT」                       | ゲーム『8 beat Story♪』関連曲 |
| 8月8日   | Toybox〜Smile〜  | 桜木ひなた（社本悠）、橘彩芽（青野菜月）、星宮ゆきな（和氣あず未）                                                 | 「それゆけ!!乙女のミッション!」       | ゲーム『8 beat Story♪』関連曲 |
| 8月8日   | Toybox〜Smile〜  | 神楽月（吉岡美咲）、橘彩芽（青野菜月）、姫咲杏梨（金魚わかな）、星宮ゆきな（和氣あず未）、源氏ほたる（吉村那奈美） | 「おとめ☆de☆Night」                   | ゲーム『8 beat Story♪』関連曲 |
| 9月12日  | Toybox〜Lovely〜 | 橘彩芽（青野菜月）、姫咲杏梨（金魚わかな）                                                                         | 「おそろいさんぽ道」                  | ゲーム『8 beat Story♪』関連曲 |
| 10月10日 | Toybox〜Spicy〜  | 8/pLanet! | 「TRICK or BLOOD」                    | ゲーム『8 beat Story♪』関連曲 |
| 10月10日 | Toybox〜Spicy〜  | 橘彩芽（青野菜月）、姫咲杏梨（金魚わかな）、源氏ほたる（吉村那奈美）、メイ（澤田美晴）                             | 「Count It Down」                     | ゲーム『8 beat Story♪』関連曲 |
| 10月10日 | Toybox〜Spicy〜  | 水瀬鈴音（吉井彩実）、神楽月（吉岡美咲）、橘彩芽（青野菜月）、星宮ゆきな（和氣あず未）                             | 「Outer Existence」                   | ゲーム『8 beat Story♪』関連曲 |

### ユニットメンバー
1. 1 2 3 4 5 6 7  桜木ひなた（社本悠）、水瀬鈴音（吉井彩実）、神楽月（吉岡美咲）、橘彩芽（青野菜月）、姫咲杏梨（金魚わかな）、星宮ゆきな（和氣あず未）、源氏ほたる（吉村那奈美）、メイ（澤田美晴）